# Brig (huyện)
Huyện Brig (tiếng Pháp: District du Brig, tiếng Đức: Bezirk Brig) là một huyện hành chính của Thụy Sĩ. Huyện này thuộc bang Bang Valais. Huyện Brig có diện tích 463 km², dân số theo thống kê của cục thống kê Thụy Sĩ năm 1999 là 23580 người. Trung tâm của huyện đóng ở Brig-Glis. Mã của huyện là 2301.